# ホソバノヨツバムグラ
ホソバノヨツバムグラ（細葉の四葉葎、学名：Galium trifidum subsp. columbianum）は、アカネ科アカネ亜科ヤエムグラ属の軟弱な多年草。

## 特徴
茎は細く、斜上して、高さは20-50cmになり、4稜があり、稜上に下向きの刺がごく少数生える。茎の基部は地面を這うこともある。葉はふつう4-5個が輪生し、ときに6個となり、各輪が隔たって茎につく。葉身は長さ0.5-2cm、幅1.5-5mm、狭長楕円形または倒披針形で、先は円く、基部はしだいに狭くなり、葉の表面に毛はない。葉の縁と裏面中脈に下向きの刺状毛がわずかに生える。これらの輪生する葉は、対生する本来の2個の葉と、残りの2-4個の、葉と同形の托葉となる。
花期は6-8月。茎先や上部の葉腋から枝をだし、花序をつけ、2-5個の花をまばらにつける。花序軸および花柄は花期に長さ3-5mmになる。花冠は杯形で、径1mm、白色で先は3裂、ときに4裂し、筒部はない。雄蕊は3個。ときに4個ある。子房は2室に分かれ、各室に1個の胚珠がある。花柱は2裂する。果実は2個の分果からなり、各分果に1個の種子がある。分果は球形をしており、無毛ですべすべしている。
押し葉標本用に乾燥させると黒色に変色する。

## 分布と生育環境
日本では北海道、本州、四国、九州に分布し、低地から亜高山帯まで生育範囲は広く、湿地や湖沼のほとりなど湿った場所に生育する。世界では、朝鮮半島、中国大陸、極東ロシア、北アメリカに広く分布する。

## 名前の由来
和名ホソバノヨツバムグラは「細葉の四葉葎」の意。ムグラ（葎）は、草むら、藪の意味がある。
種小名（種形容語）trifidum は、「三中裂の」の意味、亜種名 columbianum は、「コロンビアの（アメリカ合衆国の）」の意味。

## ギャラリー

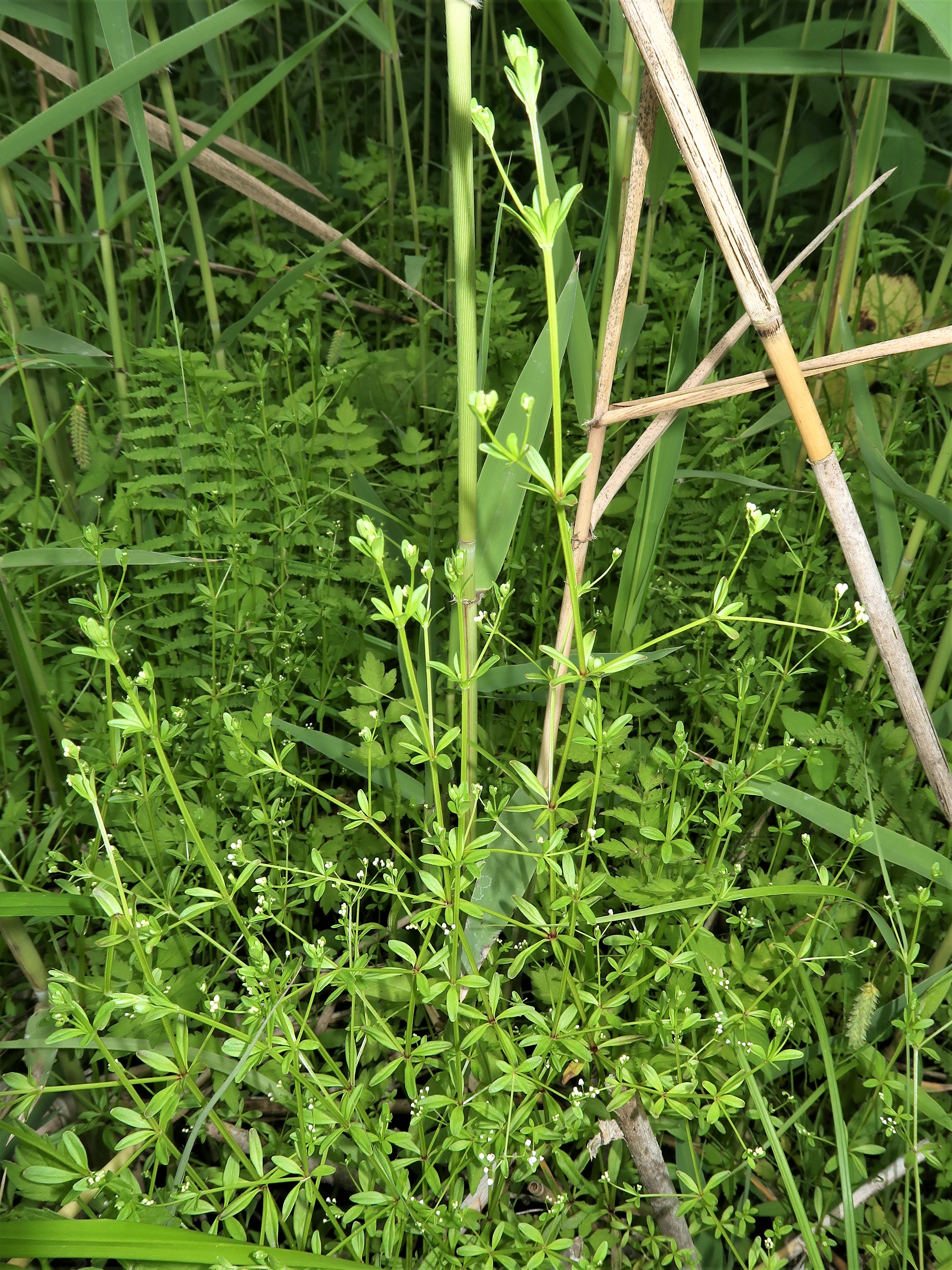
葉腋で分枝し、茎先、枝先に花序をつける。
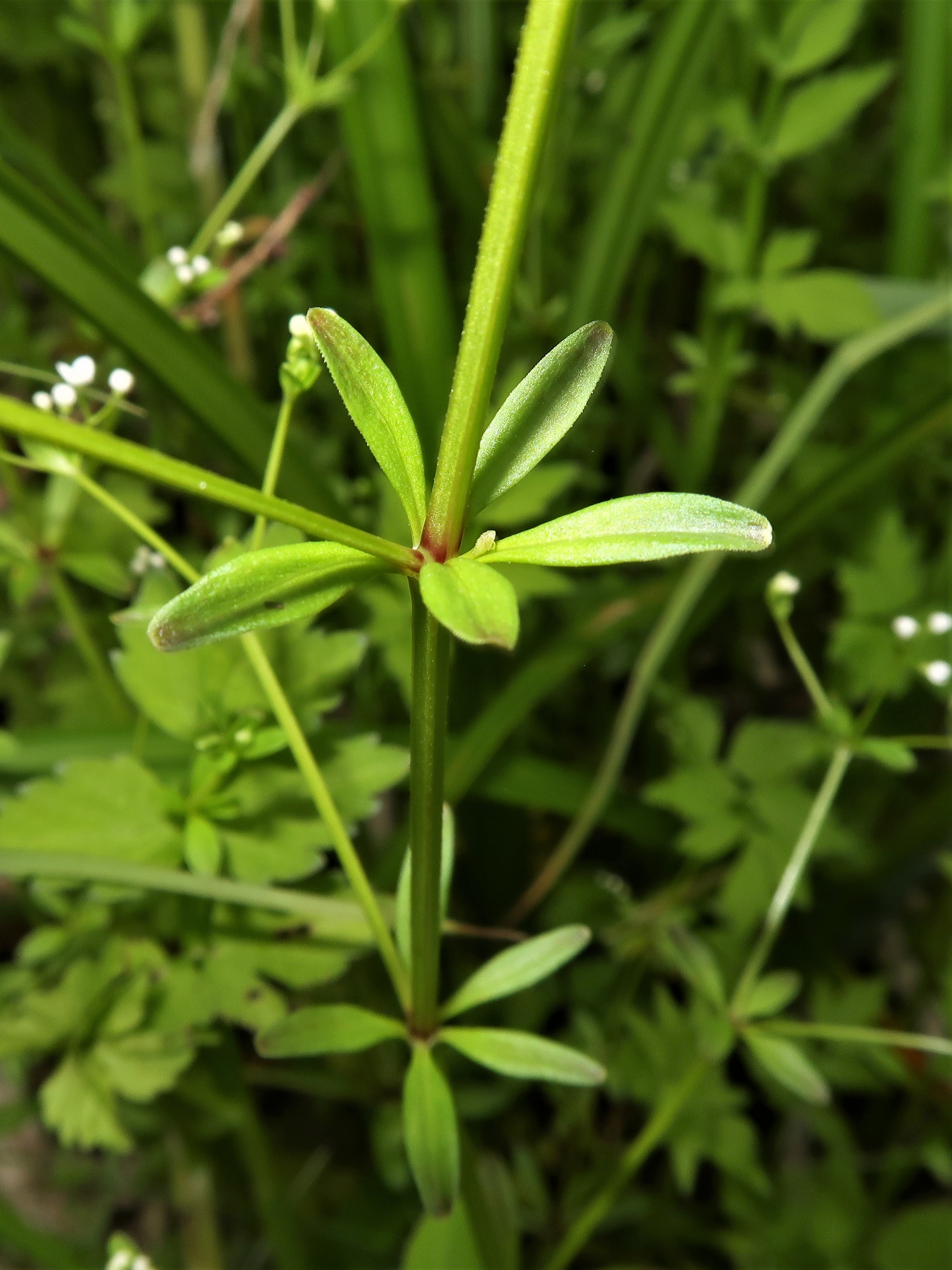
茎は4稜があり、葉は4-5個が輪生する。葉先はとがらず、円い。
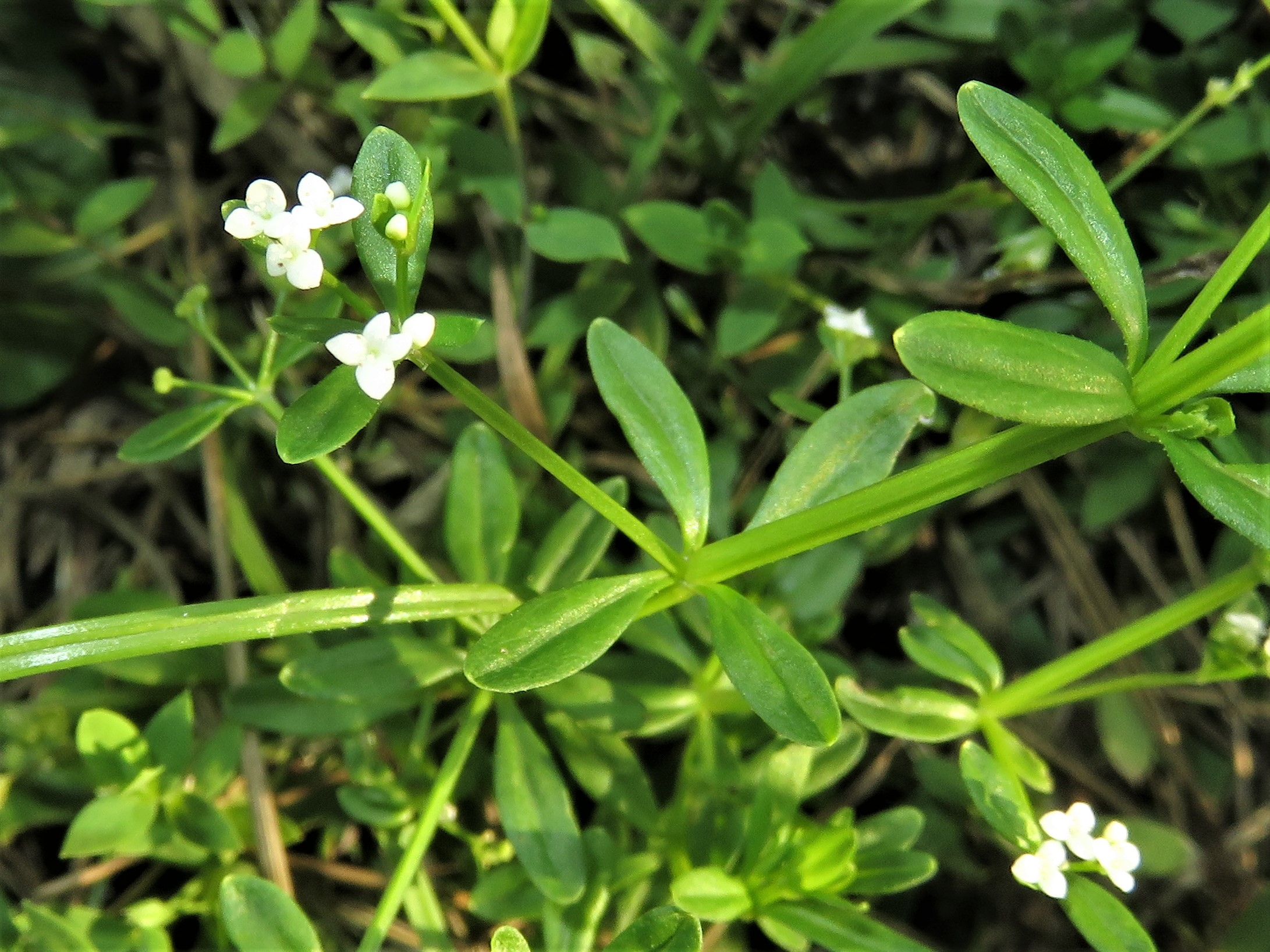
花冠は白色で、杯状に3裂するが、ときに4裂するものもある。
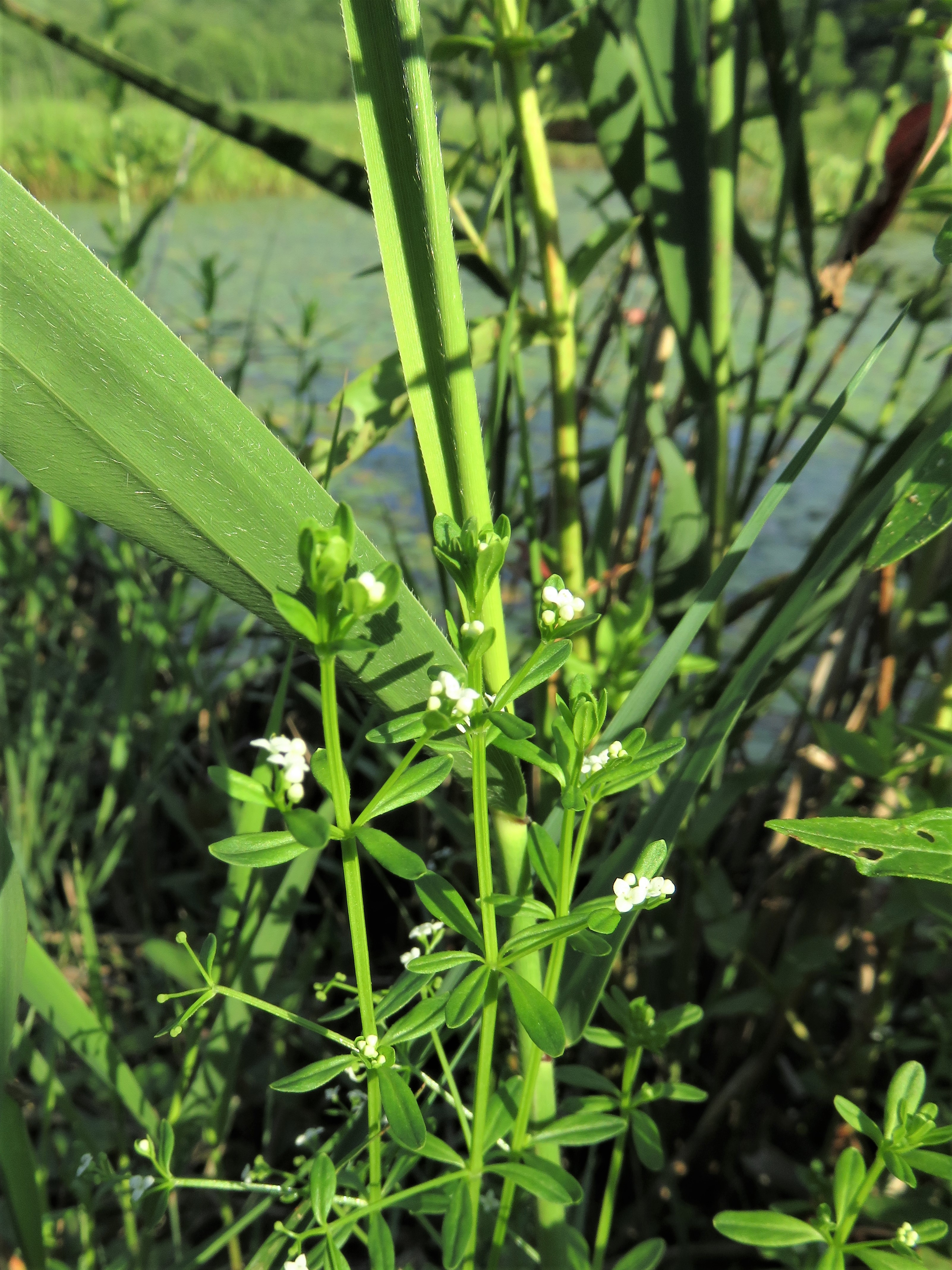
沼のほとりの湿った場所で。写真奥が沼。